# غوفر نيكاراغوي
غوفر نيكاراغوي (الاسم العلمي:Orthogeomys matagalpae) هو نوع من الحيوانات يتبع جنس غوفر مستقيم من فصيلة الغوفرية.